# Геза Такач
Геза Такач (угор. Takács Géza, нар. 2 травня 1899, Будапешт — пом. 28 грудня 1964, Будапешт) — угорський футболіст, що грав на позиції захисника. По завершенні ігрової кар'єри — футбольний тренер. Виступав за клуб «Ференцварош», а також національну збірну Угорщини. Чемпіон Угорщини як гравець і як тренер, володар Кубка Мітропи. Старший брат знаменитого бомбардира Йожефа Такача, тому його прізвище угорські джерела часто пишуть Такач І. 

## Клубна кар'єра
У складі клубу «Ференцварош» дебютував у 1919 році, одразу закріпившись в основному складі. Цей клуб залишиться для гравця єдиним у кар'єрі. Уже у тому ж сезоні 1919—20 року основним партнером Гези по захисту клубу стане Янош Хунглер, у парі з яким вони виступатимуть більше 10 років. 
В першій половині 20-х років «Ференцварош» перебував в тіні МТК, що протягом десяти сезонів поспіль не мав рівних в національній першості. «Зелено-білим» вдалося у цей час лише здобути Кубок Угорщини у 1922 році. Час «Ференцвароша» настав у 1926 році, коли команді нарешті вдалося перервати гегемонію МТК. Наступний чемпіонат 1927 року став в Угорщині першим професіональним. «Ференцварош» суттєво змінив свій склад у зв'язку з переходом на професіональні рейки і знову упевнено здобув титул чемпіона з відривом у сім очок від «Уйпешта», а також виграв Кубок країни. 
Ще більш успішним для команди став 1928 рік. Окрім чергових перемог у чемпіонаті і кубку, клуб здобув престижний міжнародний трофей — Кубок Мітропи, турнір для найсильніших клубів центральної Європи. У 1927 році «Ференцварош» відмовився від участі у цьому турнірі, а ось у 1928 році зіграв і упевнено переміг. У чвертьфіналі команда розгромила югославський БСК — 7:0, 6:1. У півфіналі була переможена австрійська «Адміра» (2:1, 1:0), а у фіналі ще один австрійський клуб  — «Рапід» (7:1, 3:5). Одну з головних ролей у здобутті цього своєрідного хет-трику зіграв новачок клубу Йожеф Такач, молодший брат Гези, що став найкращим бомбардиром і Кубку Мітропи (10 голів), і чемпіонату (31 гол). 
Три наступних сезони команда лишатиметься без трофеїв, незважаючи на сильний склад і бомбардирські подвиги брата Йожефа, що забиватиме по чотири десятки голів. Геза у цей період переніс важку травму в 1929 році, через яку майже півроку не грав. Титул чемпіона «Ференцварош» знову здобув у 1932 році. Вклад братів Такачів у цю перемогу дуже вагомий — Йожеф вкотре став найкращим бомбардиром чемпіонату (42 голи), а Геза стабільно відіграв в усіх 22 матчах сезону. 
У наступному році Такач старший випав з основи клубу, провівши в чемпіонаті лише 3 матчі. Клуб завершив першість на третьому місці, але виграв Кубок країни. У фіналі Геза не грав, але може вважатися володарем трофею, бо виступав на ранніх стадіях, зокрема у матчі 1/8 фіналу проти «Кішпешта» (8:1), що відбувся у лютому 1933 року і став для футболіста останнім у складі «Ференцвароша». Загалом він віддав команді 14 сезонів і завжди вважався одним з найбільш стабільних, працьовитих, сумлінних і жорстких гравців команди. Певні технічні і швидкісні недоліки компенсував лідерськими і бійцівськими якостями, адже мав потужну статуру. У всіх змаганнях Геза Такач зіграв у складі рідного клубу 486 матчів і ще 6 у поєдинках, де грав склад змішаний з іншим клубом«Ференцвароша». 235 матчів відіграв у чемпіонаті (з врахуванням семи матчів у загальнонаціональному плей-офф у 1925—1926 роках), 29 у Кубку країни, 11 у Кубку Мітропи і 217 у товариських матчах і інших турнірах. 

## Виступи за збірну
1922 року Геза Такач дебютував в офіційних матчах у складі національної збірної Угорщини. Загалом провів у формі головної команди країни лише 4 матчі. Гезу, як і його постійного напарника по «Ференцварошу» Яноша Хунглера, не часто викликали у збірну, через дуже сильну конкуренцію. На двох позиціях у захисті в основному виступали знамениті брати Карой і Йожеф Фоглі з «Уйпешта» або ж капітан МТК Дьюла Манді. Крім чотирьох офіційних матчів за збірну, на рахунку Гези Такача є три неофіційних: у 1921 (у складі Угорщини-Б), 1925 (у складі збірної Будапешту) і у 1928 роках. 

## Кар'єра тренера
Тренерську кар'єру розпочав 1937 року, очоливши тренерський штаб клубу «Таксішок», з яких працював три роки. У цей же час під керівництвом Гези за команду виступав брат Йожеф, що був головним бомбардиром команди. 
В подальшому очолював команду клубу «Уйпешт», з якою був двічі срібним призером чемпіонату, а у 1945 році виграв чемпіонський титул. Та команда увійшла в історію завдяки дуже результативній грі: у 22 матчах сезону «Уйпешт» забив 125 м'ячів. Більшість з них припали на пару знаменитих бомбардирів Дьюла Женгеллер (36 голів) і Ференц Суса (35 голів). Незважаючи на такі показники, наступний сезон Геза Такач провів у скромнішій команді «Уйпешт МТЕ», яку не зумів утримати в елітному дивізіоні. Загалом у ролі тренера провів 196 матчів у чемпіонаті.
Помер 28 грудня 1964 року на 66-му році життя у місті Будапешт.
| Дата       | Місто    | Господарі | Результат | Гості     | Турнір           | Голи | Примітки |
| ---------- | -------- | --------- | --------- | --------- | ---------------- | ---- | -------- |
| 30/04/1922 | Будапешт | Угорщина  | 1 – 1     | Австрія   | товариський матч | -    |          |
| 20/09/1925 | Будапешт | Угорщина  | 1 – 1     | Австрія   | товариський матч | -    |          |
| 25/03/1928 | Будапешт | Угорщина  | 2 – 1     | Югославія | товариський матч | -    |          |
| 24/04/1932 | Відень   | Австрія   | 8 – 2     | Угорщина  | товариський матч | -    |          |
| Усього     |          | Матчів    | 4         |           | Голів            | 0    |          |

## Титули і досягнення

### Як гравця
- Володар Кубка Мітропи: 1928
- Чемпіон Угорщини: 1925-26, 1926–27, 1927–28, 1931–32
- Срібний призер Чемпіонату Угорщини: 1921–22, 1923–24, 1924–25, 1928–29, 1929–30
- Бронзовий призер Чемпіонату Угорщини: 1919–20, 1920–21, 1922–23, 1930–31, 1932–33
- Володар Кубка Угорщини: 1922, 1927, 1928, 1933
- Фіналіст Кубка Угорщини: 1931, 1932

### Як тренера
- Чемпіон Угорщини: 1945
- Срібний призер Чемпіонату Угорщини: 1940–41, 1941–42